# Olympische Sommerspiele 2016/Teilnehmer (Venezuela)
| Gelbes Symbol für Goldmedaillen mit stilisierten Olympischen Ringen | Graues Symbol für Silbermedaillen mit stilisierten Olympischen Ringen | Braundes Symbol für Bronzemedaillen mit stilisierten Olympischen Ringen |
| ------------------------------------------------------------------- | --------------------------------------------------------------------- | ----------------------------------------------------------------------- |
| —                                                                   | 2                                                                     | 1                                                                       |

Venezuela nahm an den Olympischen Spielen 2016 in Rio de Janeiro teil. Es war die insgesamt 18. Teilnahme an Olympischen Sommerspielen.
Das Comité Olímpico Venezolano nominierte 87 Athleten in 20 Sportarten. Fahnenträger bei der Eröffnungsfeier war der Degenfechter Rubén Limardo, Olympiasieger von 2012.

## Teilnehmer nach Sportarten

### Basketball
| Wettbewerb    | Männer |
| ------------- | --- |
| Athleten      | Gregory Echenique Dwight Lewis Miguel Marriaga Gregory Vargas John Cox David Cubillán José Vargas Miguel Ruiz Windi Graterol Heissler Guillént Anthony Pérez Néstor Colmenares |
| Trainer       | Néstor García () |
| Gruppenphase  | Serbien (62:86) USA (69:113) China (72:68) Frankreich (56:96) Australien (56:81)                                                                                               |
| Viertelfinale | ausgeschieden |
| Halbfinale    | ausgeschieden |
| Finale        | ausgeschieden |
| Platzierung   | 9. Platz |

### Beachvolleyball
| Athleten                                        | Gruppenphase                                                                                | Gruppenphase                                                               | Gruppenphase | Gruppenphase | Achtelfinale  | Achtelfinale  | Viertelfinale | Viertelfinale | Halbfinale    | Halbfinale    | Finale        | Finale        | Rang          |
| Athleten                                        | Gegner                                                                                      | Ergebnis                                                                   | Punkte       | Rang         | Gegner        | Ergebnis      | Gegner        | Ergebnis      | Gegner        | Ergebnis      | Gegner        | Ergebnis      | Rang          |
| ----------------------------------------------- | ------------------------------------------------------------------------------------------- | -------------------------------------------------------------------------- | ------------ | ------------ | ------------- | ------------- | ------------- | ------------- | ------------- | ------------- | ------------- | ------------- | ------------- |
| Frauen                                          |                                                                                             |                                                                            |              |              |               |               |               |               |               |               |               |               |               |
| Olaya Pérez Pazo Norisbeth Isais Agudo Gonzalez | Meppelink / van Iersel Bawden / Clancy Natalia Alfaro / Karen Cope Charles Borger / Büthe * | 0:2 (17:21, 11:21) 0:2 (9:21, 14:21) 2:0 (21:16, 21:19) 0:2 (13:21, 21:21) | 4            | 3            | ausgeschieden | ausgeschieden | ausgeschieden | ausgeschieden | ausgeschieden | ausgeschieden | ausgeschieden | ausgeschieden | ausgeschieden |

* Playoff-Runde „Lucky Losers“

### Bogenschießen
| Athleten     | Wettbewerb | Qualifikation | Qualifikation | 1. Runde    | 1. Runde      | 2. Runde      | 2. Runde      | Achtelfinale  | Achtelfinale  | Viertelfinale | Viertelfinale | Halbfinale    | Halbfinale    | Finale        | Finale        | Rang |
| Athleten     | Wettbewerb | Ringe         | Rang          | Gegner      | Ergebnis      | Gegner        | Ergebnis      | Gegner        | Ergebnis      | Gegner        | Ergebnis      | Gegner        | Ergebnis      | Gegner        | Ergebnis      | Rang |
| ------------ | ---------- | ------------- | ------------- | ----------- | ------------- | ------------- | ------------- | ------------- | ------------- | ------------- | ------------- | ------------- | ------------- | ------------- | ------------- | ---- |
| Frauen       |            |               |               |             |               |               |               |               |               |               |               |               |               |               |               |      |
| Leidys Brito | Einzel     | 614           | 44            | Lisa Unruh  | 4-6 (126:131) | ausgeschieden | ausgeschieden | ausgeschieden | ausgeschieden | ausgeschieden | ausgeschieden | ausgeschieden | ausgeschieden | ausgeschieden | ausgeschieden | 33   |
| Männer       |            |               |               |             |               |               |               |               |               |               |               |               |               |               |               |      |
| Elías Malavé | Einzel     | 651           | 46            | Wang Dapeng | 6-2 (107:101) | Taylor Worth  | 4-6 (137:137) | ausgeschieden | ausgeschieden | ausgeschieden | ausgeschieden | ausgeschieden | ausgeschieden | ausgeschieden | ausgeschieden | 17   |

### Boxen
| Athleten           | Wettbewerb                    | 1. Runde             | 1. Runde | Achtelfinale         | Achtelfinale  | Viertelfinale       | Viertelfinale | Halbfinale         | Halbfinale    | Finale        | Finale        | Rang          |
| Athleten           | Wettbewerb                    | Gegner               | Ergebnis | Gegner               | Ergebnis      | Gegner              | Ergebnis      | Gegner             | Ergebnis      | Gegner        | Ergebnis      | Rang          |
| ------------------ | ----------------------------- | -------------------- | -------- | -------------------- | ------------- | ------------------- | ------------- | ------------------ | ------------- | ------------- | ------------- | ------------- |
| Männer             |                               |                      |          |                      |               |                     |               |                    |               |               |               |               |
| Yoel Finol Rivas   | Fliegengewicht bis 52 kg      | Leonel de los Santos | 3:0      | Muhammad Ali         | 3:0           | Mohamed Flissi      | 3:0           | Shahobiddin Zoirov | 0:3           | ausgeschieden | ausgeschieden | Silber        |
| Victor Rodríguez   | Bantamgewicht bis 56 kg       | Ham Sang-myeong      | 1:2      | ausgeschieden        | ausgeschieden | ausgeschieden       | ausgeschieden | ausgeschieden      | ausgeschieden | ausgeschieden | ausgeschieden | ausgeschieden |
| Luis Ángel Cabrera | Leichtgewicht bis 60 kg       | Daisuke Narimatsu    | 1:2      | ausgeschieden        | ausgeschieden | ausgeschieden       | ausgeschieden | ausgeschieden      | ausgeschieden | ausgeschieden | ausgeschieden | ausgeschieden |
| Luis Arcón         | Halbweltergewicht bis 64 kg   | Howhannes Batschkow  | 1:2      | ausgeschieden        | ausgeschieden | ausgeschieden       | ausgeschieden | ausgeschieden      | ausgeschieden | ausgeschieden | ausgeschieden | ausgeschieden |
| Gabriel Maestre    | Weltergewicht bis 69 kg       | Araik Marutjan       | 2:1      | Vincenzo Mangiacapre | kampflos      | Danijar Jeleussinow | 0:3           | ausgeschieden      | ausgeschieden | ausgeschieden | ausgeschieden | ausgeschieden |
| Endry José Pinto   | Mittelgewicht bis 75 kg       | Marlo Delgado        | 0:3      | ausgeschieden        | ausgeschieden | ausgeschieden       | ausgeschieden | ausgeschieden      | ausgeschieden | ausgeschieden | ausgeschieden | ausgeschieden |
| Albert Ramírez     | Halbschwergewicht bis 81 kg   | Pjotr Chamukow       | 2:1      | Abdelhafid Benchabla | 1:2           | ausgeschieden       | ausgeschieden | ausgeschieden      | ausgeschieden | ausgeschieden | ausgeschieden | ausgeschieden |
| Edgar Muñoz        | Superschwergewicht über 91 kg | Bahodir Jalolov      | TKO      | ausgeschieden        | ausgeschieden | ausgeschieden       | ausgeschieden | ausgeschieden      | ausgeschieden | ausgeschieden | ausgeschieden | ausgeschieden |

### Fechten
| Athleten                                                     | Wettbewerb       | 1. Runde               | 1. Runde | 2. Runde      | 2. Runde      | Achtelfinale       | Achtelfinale  | Viertelfinale | Viertelfinale | Halbfinale / Klassifikation | Halbfinale / Klassifikation | Finale / Platzierung | Finale / Platzierung | Rang          |
| Athleten                                                     | Wettbewerb       | Gegner                 | Ergebnis | Gegner        | Ergebnis      | Gegner             | Ergebnis      | Gegner        | Ergebnis      | Gegner                      | Ergebnis                    | Gegner               | Ergebnis             | Rang          |
| ------------------------------------------------------------ | ---------------- | ---------------------- | -------- | ------------- | ------------- | ------------------ | ------------- | ------------- | ------------- | --------------------------- | --------------------------- | -------------------- | -------------------- | ------------- |
| Frauen                                                       |                  |                        |          |               |               |                    |               |               |               |                             |                             |                      |                      |               |
| Isis Giménez                                                 | Florett Einzel   | Freilos                | Freilos  | Jeon Hee-sook | 8:10          | ausgeschieden      | ausgeschieden | ausgeschieden | ausgeschieden | ausgeschieden               | ausgeschieden               | ausgeschieden        | ausgeschieden        | ausgeschieden |
| Alejandra Benítez                                            | Säbel Einzel     | Nada Hafez             | 15:11    | Anne Martón   | 14:15         | ausgeschieden      | ausgeschieden | ausgeschieden | ausgeschieden | ausgeschieden               | ausgeschieden               | ausgeschieden        | ausgeschieden        | ausgeschieden |
| Männer                                                       |                  |                        |          |               |               |                    |               |               |               |                             |                             |                      |                      |               |
| Silvio Fernández                                             | Degen Einzel     | Jung Jin-sun           | 8:15     | ausgeschieden | ausgeschieden | ausgeschieden      | ausgeschieden | ausgeschieden | ausgeschieden | ausgeschieden               | ausgeschieden               | ausgeschieden        | ausgeschieden        | ausgeschieden |
| Francisco Limardo                                            | Degen Einzel     | Nicolas Ferreira       | 15:9     | Daniel Jérent | 15:14         | Nikolai Novosjolov | 12:15         | ausgeschieden | ausgeschieden | ausgeschieden               | ausgeschieden               | ausgeschieden        | ausgeschieden        | ausgeschieden |
| Rubén Limardo                                                | Degen Einzel     | Freilos                | Freilos  | Ayman Fayez   | 5:15          | ausgeschieden      | ausgeschieden | ausgeschieden | ausgeschieden | ausgeschieden               | ausgeschieden               | ausgeschieden        | ausgeschieden        | ausgeschieden |
| Silvio Fernández Francisco Limardo Rubén Limardo Kelvin Caña | Degen Mannschaft | –                      | –        | –             | –             | Brasilien          | 45:25         | Frankreich    | 29:45         | Südkorea                    | 40:45                       | Russland             | 30:36                | 8             |
| Antonio Leal                                                 | Florett Einzel   | Maximilien Van Haaster | 7:15     | ausgeschieden | ausgeschieden | ausgeschieden      | ausgeschieden | ausgeschieden | ausgeschieden | ausgeschieden               | ausgeschieden               | ausgeschieden        | ausgeschieden        | ausgeschieden |

### Gewichtheben
| Athleten          | Wettbewerb        | Reißen  | Reißen | Stoßen        | Stoßen        | Zweikampf     | Zweikampf     | Rang          |
| Athleten          | Wettbewerb        | Gewicht | Rang   | Gewicht       | Rang          | Gewicht       | Rang          | Rang          |
| ----------------- | ----------------- | ------- | ------ | ------------- | ------------- | ------------- | ------------- | ------------- |
| Frauen            |                   |         |        |               |               |               |               |               |
| Yusleidy Figueroa | Klasse bis 58 kg  | 85 kg   | 14     | 116 kg        | 8             | 201 kg        | 9             | 9             |
| Yaniuska Espinosa | Klasse über 75 kg | 121 kg  | 5      | 152 kg        | 7             | 273 kg        | 7             | 7             |
| Naryury Pérez     | Klasse über 75 kg | 117 kg  | 8      | nicht beendet | nicht beendet | ausgeschieden | ausgeschieden | ausgeschieden |
| Männer            |                   |         |        |               |               |               |               |               |
| Jesús López       | Klasse bis 77 kg  | 125 kg  | 7      | nicht beendet | nicht beendet | ausgeschieden | ausgeschieden | ausgeschieden |

### Golf
| Athleten        | Runde 1 | Runde 2 | Runde 3 | Runde 4 | Gesamt | Par | Rang |
| --------------- | ------- | ------- | ------- | ------- | ------ | --- | ---- |
| Männer          |         |         |         |         |        |     |      |
| Jhonattan Vegas | 72      | 76      | 71      | 70      | 289    | +5  | T50  |

### Judo
| Athleten           | Wettbewerb | 1. Runde   | 1. Runde    | 2. Runde      | 2. Runde      | Viertelfinale | Viertelfinale | Halbfinale / Trostrunde | Halbfinale / Trostrunde | Finale / Platz 3 | Finale / Platz 3 | Rang |
| Athleten           | Wettbewerb | Gegner     | Ergebnis    | Gegner        | Ergebnis      | Gegner        | Ergebnis      | Gegner                  | Ergebnis                | Gegner           | Ergebnis         | Rang |
| ------------------ | ---------- | ---------- | ----------- | ------------- | ------------- | ------------- | ------------- | ----------------------- | ----------------------- | ---------------- | ---------------- | ---- |
| Frauen             |            |            |             |               |               |               |               |                         |                         |                  |                  |      |
| Elvismar Rodríguez | bis 70 kg  | A. Moreira | 000s0:100s0 | ausgeschieden | ausgeschieden | ausgeschieden | ausgeschieden | ausgeschieden           | ausgeschieden           | ausgeschieden    | ausgeschieden    | 17   |

### Leichtathletik
Laufen und Gehen 
| Athleten                                                 | Wettbewerb        | Runde 1     | Runde 1 | Halbfinale    | Halbfinale    | Finale        | Finale        | Rang |
| Athleten                                                 | Wettbewerb        | Zeit        | Rang    | Zeit          | Rang          | Zeit          | Rang          | Rang |
| -------------------------------------------------------- | ----------------- | ----------- | ------- | ------------- | ------------- | ------------- | ------------- | ---- |
| Frauen                                                   |                   |             |         |               |               |               |               |      |
| Nercely Soto                                             | 200 m             | 22,89 s     | 22      | 22,88 s       | 18            | ausgeschieden | ausgeschieden | 18   |
| Yolimar Pineda                                           | Marathon          | –           | –       | –             | –             | 2:47:34 h     | 93            | 93   |
| Männer                                                   |                   |             |         |               |               |               |               |      |
| Alberth Bravo                                            | 400 m             | 46,15 s     | 35      | ausgeschieden | ausgeschieden | ausgeschieden | ausgeschieden | 35   |
| Luis Orta                                                | Marathon          | –           | –       | –             | –             | 2:27:05 h     | 106           | 106  |
| Richard Vargas                                           | 20 km Gehen       | –           | –       | –             | –             | 1:22:23 h     | 24            | 24   |
| Yerenman Salazar                                         | 50 km Gehen       | –           | –       | –             | –             | nicht beendet | nicht beendet | –    |
| José Peña                                                | 3000 m Hindernis  | 8:32,38 min | 22      | –             | –             | ausgeschieden | ausgeschieden | 22   |
| Alberth Bravo Omar Longart Freddy Mezones Arturo Ramírez | 4 × 400-m-Staffel | 3:02,69 min | 12      | –             | –             | ausgeschieden | ausgeschieden | 12   |

 Springen und Werfen 
| Athleten         | Wettbewerb     | Qualifikation   | Qualifikation   | Finale          | Finale          | Rang            |
| Athleten         | Wettbewerb     | Weite/Höhe      | Rang            | Weite/Höhe      | Rang            | Rang            |
| ---------------- | -------------- | --------------- | --------------- | --------------- | --------------- | --------------- |
| Frauen           |                |                 |                 |                 |                 |                 |
| Robeilys Peinado | Stabhochsprung | nicht gestartet | nicht gestartet | nicht gestartet | nicht gestartet | nicht gestartet |
| Yulimar Rojas    | Dreisprung     | 14,21 m         | 7               | 14,98 m         | 2               | Silber          |
| Ahymará Espinoza | Kugelstoßen    | 17,27 m         | 19              | ausgeschieden   | ausgeschieden   | 19              |
| Rosa Rodríguez   | Hammerwurf     | 72,41 m         | 3               | 69,26 m         | 10              | 10              |

### Radsport

#### Bahn
| Athleten                                   | Wettbewerb | Qualifikation            | Qualifikation | Finals        | Finals        | Rang |
| Athleten                                   | Wettbewerb | Zeit                     | Rang          | Zeit          | Rang          | Rang |
| ------------------------------------------ | ---------- | ------------------------ | ------------- | ------------- | ------------- | ---- |
| Männer                                     |            |                          |               |               |               |      |
| Hersony Canelón                            | Sprint     | 10,239 s                 | 24            | ausgeschieden | ausgeschieden | 24   |
| César Marcano                              | Sprint     | 10,649 s                 | 27            | ausgeschieden | ausgeschieden | 27   |
| Hersony Canelon                            | Keirin     |                          |               |               |               | 25   |
| Ángel Pulgar                               | Keirin     |                          |               |               |               | 21   |
| Hersony Canelon César Marcano Angel Pulgar | Teamsprint | 44,264 s 1. R.: 44,486 s | 8             | ausgeschieden | ausgeschieden | 8    |

Omnium
| Frauen         |    |   |    |   |    |    |    |    |    |    |    |   |    |    |
| Angie González | 18 | 6 | 17 | 8 | 12 | 18 | 12 | 18 | 16 | 10 | 13 | 1 | 61 | 18 |

#### Straße
| Athleten          | Wettbewerb       | Zeit          | Rang          |
| ----------------- | ---------------- | ------------- | ------------- |
| Frauen            |                  |               |               |
| Jennifer César    | Straßenrennen    | 4:03:18 h     | 50            |
| Männer            |                  |               |               |
| Jonathan Monsalve | Straßenrennen    | nicht beendet | nicht beendet |
| Miguel Ubeto      | Straßenrennen    | nicht beendet | nicht beendet |
| Jonathan Monsalve | Einzelzeitfahren | nicht beendet | nicht beendet |

#### BMX
| Athleten          | Wettbewerb | Qualifikation | Qualifikation | Viertelfinale | Viertelfinale | Halbfinale | Halbfinale | Finale        | Finale        | Rang          |
| Athleten          | Wettbewerb | Zeit          | Rang          | Punkte        | Rang          | Punkte     | Rang       | Zeit          | Rang          | Rang          |
| ----------------- | ---------- | ------------- | ------------- | ------------- | ------------- | ---------- | ---------- | ------------- | ------------- | ------------- |
| Frauen            |            |               |               |               |               |            |            |               |               |               |
| Stefany Hernández | Rennen     | 35,202 s      | 4             | –             | –             | 11         | 3          | 34,755 s      | 3             | Bronze        |
| Männer            |            |               |               |               |               |            |            |               |               |               |
| Jefferson Milano  | Rennen     | 35.945 s      | 23            | 12            | 3             | 24         | 8          | ausgeschieden | ausgeschieden | ausgeschieden |

### Reiten
| Springen                     |            |                  |               |               |              |              |      |
| Athleten                     | Wettbewerb | Strafpunkte      | Strafpunkte   | Strafpunkte   | Strafpunkte  | Strafpunkte  | Rang |
| Athleten                     | Wettbewerb | 1. Qualifikation | Nationenpreis | Nationenpreis | Einzelfinale | Einzelfinale | Rang |
| Athleten                     | Wettbewerb | 1. Qualifikation | 1. Umlauf     | 2. Umlauf     | 1. Umlauf    | 2. Umlauf    | Rang |
| Emanuel Andrade mit Hardrock | Einzel     | (13)             | –             | –             | –            | –            | –    |
| Pablo Barrios mit Antares    | Einzel     | (8)              | (12)          | –             | –            | –            | –    |

### Ringen
| Athleten                         | Wettbewerb        | 1. Runde | 1. Runde | Achtelfinale      | Achtelfinale | Viertelfinale          | Viertelfinale | Halbfinale    | Halbfinale    | Hoffnungsrunde Viertelfinale | Hoffnungsrunde Viertelfinale | Hoffnungsrunde Halbfinale | Hoffnungsrunde Halbfinale | Hoffnungsrunde Finale | Hoffnungsrunde Finale | Finale        | Finale        | Rang |
| Athleten                         | Wettbewerb        | Gegner   | Ergebnis | Gegner            | Ergebnis     | Gegner                 | Ergebnis      | Gegner        | Ergebnis      | Gegner                       | Ergebnis                     | Gegner                    | Ergebnis                  | Gegner                | Ergebnis              | Gegner        | Ergebnis      | Rang |
| -------------------------------- | ----------------- | -------- | -------- | ----------------- | ------------ | ---------------------- | ------------- | ------------- | ------------- | ---------------------------- | ---------------------------- | ------------------------- | ------------------------- | --------------------- | --------------------- | ------------- | ------------- | ---- |
| Freistil Frauen                  |                   |          |          |                   |              |                        |               |               |               |                              |                              |                           |                           |                       |                       |               |               |      |
| Betzabeth Argüello               | Klasse bis 53 kg  | Freilos  | Freilos  | Joseph Essombe    | 5:0          | Maria Prevolaraki      | 3:1           | Saori Yoshida | 0:3           | Freilos                      | Freilos                      | Freilos                   | Freilos                   | Nataliya Sinişin      | 1:3                   | ausgeschieden | ausgeschieden | 5    |
| María Acosta                     | Klasse bis 69 kg  | Freilos  | Freilos  | Enas Mostafa      | 1:3          | ausgeschieden          | ausgeschieden | ausgeschieden | ausgeschieden | ausgeschieden                | ausgeschieden                | ausgeschieden             | ausgeschieden             | ausgeschieden         | ausgeschieden         | ausgeschieden | ausgeschieden | 17   |
| Jaramit Weffer                   | Klasse bis 75 kg  | Freilos  | Freilos  | Annabel Laure Ali | 0:3          | ausgeschieden          | ausgeschieden | ausgeschieden | ausgeschieden | ausgeschieden                | ausgeschieden                | ausgeschieden             | ausgeschieden             | ausgeschieden         | ausgeschieden         | ausgeschieden | ausgeschieden | 17   |
| Freistil Männer                  |                   |          |          |                   |              |                        |               |               |               |                              |                              |                           |                           |                       |                       |               |               |      |
| Pedro Ceballos                   | Klasse bis 86 kg  | Freilos  | Freilos  | Mohamed Zaghloul  | 3:0          | Abdulraschid Sadulajew | 0:3           | ausgeschieden | ausgeschieden | Freilos                      | Freilos                      | István Veréb              | 3:1                       | Şərif Şərifov         | 1:3                   | ausgeschieden | ausgeschieden | 5    |
| José Daniel Díaz                 | Klasse bis 97 kg  | Freilos  | Freilos  | Mamed Ibragimov   | 0:4          | ausgeschieden          | ausgeschieden | ausgeschieden | ausgeschieden | ausgeschieden                | ausgeschieden                | ausgeschieden             | ausgeschieden             | ausgeschieden         | ausgeschieden         | ausgeschieden | ausgeschieden | 18   |
| griechisch-römischer Stil Männer |                   |          |          |                   |              |                        |               |               |               |                              |                              |                           |                           |                       |                       |               |               |      |
| Raiber Rodríguez                 | Klasse bis 59 kg  | Freilos  | Freilos  | Rövşən Bayramov   | 0:4          | ausgeschieden          | ausgeschieden | ausgeschieden | ausgeschieden | ausgeschieden                | ausgeschieden                | ausgeschieden             | ausgeschieden             | ausgeschieden         | ausgeschieden         | ausgeschieden | ausgeschieden | 18   |
| Wuileixis Rivas                  | Klasse bis 66 kg  | Freilos  | Freilos  | Omid Haji Noroozi | 1:3          | ausgeschieden          | ausgeschieden | ausgeschieden | ausgeschieden | ausgeschieden                | ausgeschieden                | ausgeschieden             | ausgeschieden             | ausgeschieden         | ausgeschieden         | ausgeschieden | ausgeschieden | 14   |
| Luillys Pérez                    | Klasse bis 98 kg  | Freilos  | Freilos  | Ghasem Rezaei     | 0:4          | ausgeschieden          | ausgeschieden | ausgeschieden | ausgeschieden | ausgeschieden                | ausgeschieden                | ausgeschieden             | ausgeschieden             | ausgeschieden         | ausgeschieden         | ausgeschieden | ausgeschieden | 17   |
| Erwin Caraballo                  | Klasse bis 130 kg | Freilos  | Freilos  | Rıza Kayaalp      | 0:4          | ausgeschieden          | ausgeschieden | ausgeschieden | ausgeschieden | Freilos                      | Freilos                      | Sabah Shariati            | 0:4                       | ausgeschieden         | ausgeschieden         | ausgeschieden | ausgeschieden | 19   |

### Rudern
| Athleten       | Wettbewerb | Vorlauf     | Vorlauf | Vorlauf       | Hoffnungslauf | Hoffnungslauf | Hoffnungslauf | Viertelfinale | Viertelfinale | Viertelfinale | Halbfinale  | Halbfinale | Halbfinale    | Finale      | Finale | Rang |
| Athleten       | Wettbewerb | Zeit        | Platz   | Qualifikation | Zeit          | Platz         | Qualifikation | Zeit          | Platz         | Qualifikation | Zeit        | Platz      | Qualifikation | Zeit        | Platz  | Rang |
| -------------- | ---------- | ----------- | ------- | ------------- | ------------- | ------------- | ------------- | ------------- | ------------- | ------------- | ----------- | ---------- | ------------- | ----------- | ------ | ---- |
| Männer         |            |             |         |               |               |               |               |               |               |               |             |            |               |             |        |      |
| Jackson Vicent | Einer      | 7:28,36 min | 6       | Hoffnungslauf | 7:28,67 min   | 5             | Halbfinale E  | –             | –             | –             | 7:50,56 min | 2          | E-Finale      | 7:57,83 min | 5      | 29   |

### Schießen
| Athleten    | Wettbewerb                               | Qualifikation   | Qualifikation | Finale          | Finale        | Ringe/ Scheiben | Rang |
| Athleten    | Wettbewerb                               | Ringe/ Scheiben | Rang          | Ringe/ Scheiben | Rang          | Ringe/ Scheiben | Rang |
| ----------- | ---------------------------------------- | --------------- | ------------- | --------------- | ------------- | --------------- | ---- |
| Männer      |                                          |                 |               |                 |               |                 |      |
| Julio Iemma | Luftgewehr 10 Meter                      | 612,7           | 45            | ausgeschieden   | ausgeschieden | 612,7           | 45   |
| Julio Iemma | Kleinkaliber Dreistellungskampf 50 Meter | 1155            | 40            | ausgeschieden   | ausgeschieden | 1155            | 40   |
| Julio Iemma | Kleinkaliber liegend 50 Meter            | 621,5           | 22            | ausgeschieden   | ausgeschieden | 621,5           | 22   |

### Schwimmen
| Athleten           | Wettbewerb          | Vorlauf     | Vorlauf | Halbfinale    | Halbfinale    | Finale        | Finale        | Rang |
| Athleten           | Wettbewerb          | Zeit        | Rang    | Zeit          | Rang          | Zeit          | Rang          | Rang |
| ------------------ | ------------------- | ----------- | ------- | ------------- | ------------- | ------------- | ------------- | ---- |
| Frauen             |                     |             |         |               |               |               |               |      |
| Andreina Pinto     | 400 m Freistil      | 4:08,34 min | 16      | –             | –             | ausgeschieden | ausgeschieden | 16   |
| Andreina Pinto     | 800 m Freistil      | 8:30,92 min | 12      | –             | –             | ausgeschieden | ausgeschieden | 12   |
| Andreina Pinto     | 200 m Schmetterling | 2:10,60 min | 23      | ausgeschieden | ausgeschieden | ausgeschieden | ausgeschieden | 23   |
| Paola Pérez        | 10 km Freiwasser    | –           | –       | –             | –             | 1:59:07,7 h   | 20            | 20   |
| Männer             |                     |             |         |               |               |               |               |      |
| Christian Quintero | 50 m Freistil       | 22,92 s     | 44      | ausgeschieden | ausgeschieden | ausgeschieden | ausgeschieden | 44   |
| Christian Quintero | 100 m Freistil      | 49,25 s     | 34      | ausgeschieden | ausgeschieden | ausgeschieden | ausgeschieden | 34   |
| Christian Quintero | 200 m Freistil      | 1:47,02 min | 14      | 1:48,00 min   | 16            | ausgeschieden | ausgeschieden | 16   |
| Christian Quintero | 400 m Freistil      | 3:50,84 min | 33      | –             | –             | ausgeschieden | ausgeschieden | 33   |
| Albert Subirats    | 100 m Schmetterling | 53,23 s     | 29      | ausgeschieden | ausgeschieden | ausgeschieden | ausgeschieden | 29   |
| Carlos Claverie    | 100 m Brust         | 1:01,13 min | 30      | ausgeschieden | ausgeschieden | ausgeschieden | ausgeschieden | 30   |
| Carlos Claverie    | 200 m Brust         | 2:10,35 min | 14      | 2:11,56 min   | 15            | ausgeschieden | ausgeschieden | 15   |
| Albert Subirats    | 100 m Rücken        | 55,44 s     | 31      | ausgeschieden | ausgeschieden | ausgeschieden | ausgeschieden | 31   |
| Erwin Maldonado    | 10 km Freiwasser    | –           | –       | –             | –             | 1:54:33,6 h   | 21            | 21   |

### Segeln
Fleet Race
| Athleten       | Wettbewerb      | Qualifikation | Qualifikation | Medal Race    | Medal Race    | Punkte | Rang |
| Athleten       | Wettbewerb      | Punkte        | Rang          | Punkte        | Rang          | Punkte | Rang |
| -------------- | --------------- | ------------- | ------------- | ------------- | ------------- | ------ | ---- |
| Männer         |                 |               |               |               |               |        |      |
| Daniel Flores  | Windsurfen RS:X | 160           | 27            | ausgeschieden | ausgeschieden | 160    | 27   |
| José Gutiérrez | Laser           | 314           | 38            | ausgeschieden | ausgeschieden | 314    | 38   |

### Taekwondo
| Athleten        | Wettbewerb       | Achtelfinale      | Achtelfinale | Viertelfinale | Viertelfinale | Hoffnungsrunde Halbfinale | Hoffnungsrunde Halbfinale | Halbfinale    | Halbfinale    | Hoffnungsrunde Finale | Hoffnungsrunde Finale | Finale        | Finale        | Rang |
| Athleten        | Wettbewerb       | Gegner            | Ergebnis     | Gegner        | Ergebnis      | Gegner                    | Ergebnis                  | Gegner        | Ergebnis      | Gegner                | Ergebnis              | Gegner        | Ergebnis      | Rang |
| --------------- | ---------------- | ----------------- | ------------ | ------------- | ------------- | ------------------------- | ------------------------- | ------------- | ------------- | --------------------- | --------------------- | ------------- | ------------- | ---- |
| Männer          |                  |                   |              |               |               |                           |                           |               |               |                       |                       |               |               |      |
| Edgar Contreras | Klasse bis 68 kg | Alexei Denissenko | 2:12         | ausgeschieden | ausgeschieden | Servet Tazegül            | 5:4                       | ausgeschieden | ausgeschieden | Joel González         | 3:4                   | ausgeschieden | ausgeschieden | 5    |

### Tischtennis
| Athleten       | Wettbewerb | 1. Runde   | 1. Runde | 2. Runde      | 2. Runde      | 3. Runde      | 3. Runde      | 4. Runde      | 4. Runde      | Viertelfinale | Viertelfinale | Halbfinale    | Halbfinale    | Finale        | Finale        | Rang          |
| Athleten       | Wettbewerb | Gegner     | Ergebnis | Gegner        | Ergebnis      | Gegner        | Ergebnis      | Gegner        | Ergebnis      | Gegner        | Ergebnis      | Gegner        | Ergebnis      | Gegner        | Ergebnis      | Rang          |
| -------------- | ---------- | ---------- | -------- | ------------- | ------------- | ------------- | ------------- | ------------- | ------------- | ------------- | ------------- | ------------- | ------------- | ------------- | ------------- | ------------- |
| Frauen         |            |            |          |               |               |               |               |               |               |               |               |               |               |               |               |               |
| Gremlis Arvelo | Einzel     | Lily Zhang | 0:4      | ausgeschieden | ausgeschieden | ausgeschieden | ausgeschieden | ausgeschieden | ausgeschieden | ausgeschieden | ausgeschieden | ausgeschieden | ausgeschieden | ausgeschieden | ausgeschieden | ausgeschieden |

### Turnen

#### Gerätturnen
Jessica López qualifizierte sich als erste venezolanische Geräteturnerin überhaupt für Olympische Spiele.
| Athleten      | Wettbewerb       | Qualifikation | Qualifikation | Finale | Finale | Rang |
| Athleten      | Wettbewerb       | Punkte        | Rang          | Punkte | Rang   | Rang |
| ------------- | ---------------- | ------------- | ------------- | ------ | ------ | ---- |
| Frauen        |                  |               |               |        |        |      |
| Jessica López | Stufenbarren     | 15,333        | 7             | 15,333 | 6      | 6    |
| Jessica López | Mehrkampf Einzel | 56,932        | 13            | 57,966 | 7      | 7    |

### Wasserspringen
| Athleten      | Wettbewerb        | Vorkampf | Vorkampf | Halbfinale    | Halbfinale    | Finale        | Finale        | Rang |
| Athleten      | Wettbewerb        | Punkte   | Rang     | Punkte        | Rang          | Punkte        | Rang          | Rang |
| ------------- | ----------------- | -------- | -------- | ------------- | ------------- | ------------- | ------------- | ---- |
| Männer        |                   |          |          |               |               |               |               |      |
| Jesús Liranzo | Turmspringen 10 m | 385,55   | 21       | ausgeschieden | ausgeschieden | ausgeschieden | ausgeschieden | 21   |
| Robert Páez   | Turmspringen 10 m | 378,20   | 23       | ausgeschieden | ausgeschieden | ausgeschieden | ausgeschieden | 23   |